# توزند پالمس (کالیفرنیا)
توزند پالمس (به انگلیسی: Thousand Palms) یک منطقهٔ مسکونی در ایالات متحده آمریکا است که در شهرستان ریورساید، کالیفرنیا واقع شده‌است. توزند پالمس ۶۱٫۲۱۷ کیلومتر مربع مساحت و ۷٬۷۱۵ نفر جمعیت دارد و ۷۵ متر بالاتر از سطح دریا واقع شده‌است.